# Astrojildo Pereira
Astrojildo Pereira Duarte Silva (Rio Bonito, 7 octobre 1890 — Rio de Janeiro, 20 novembre 1965) est un homme politique, journaliste et critique littéraire brésilien. Anarchiste dans sa jeunesse, il est l'un des fondateurs du Parti communiste brésilien en 1922.

## Biographie
Dans sa jeunesse, il fait partie d'organisations ouvrières anarcho-syndicalistes, étant l'un des organisateurs du deuxième Congrès ouvrier brésilien de la Confédération ouvrière brésilienne en 1913.
En 1918, il est arrêté pour avoir organisé une insurrection anarchiste ratée à Rio de Janeiro. Libéré en 1919, il devient sympathisant du bolchevisme russe et fonde le Groupe communiste de Rio de Janeiro en 1921,,. En mars de l'année suivante, il réunit les différents groupes bolcheviques régionaux pour créer le Parti communiste brésilien (PCB), reconnu deux ans plus tard comme la section brésilienne de la Troisième Internationale.
En 1924, il effectue son premier voyage en Union soviétique en tant que secrétaire général du parti. L'année suivante, avec Octávio Brandão (pt), il commence la publication du journal A Classe Operária (pt), qui devient plus tard l'organe officiel du PCB. En 1927, il se rend en Bolivie pour entrer en contact avec Luís Carlos Prestes, qui s'y était réfugié. Le but de cette rencontre est alors de le rapprocher du marxisme-léninisme. En 1928, il devient l'un des membres du comité exécutif de la Troisième Internationale.
Après avoir vécu à Moscou entre février 1929 et janvier 1930, il retourne au Brésil avec pour mission d'instaurer la prolétarisation du Parti communiste brésilien, de combattre les influences anarchistes et de remplacer les intellectuels par des ouvriers. Cependant, cette politique « d'ouvriérisation » a fini par atteindre Pereira lui-même en novembre de la même année, lorsqu'il a été démis du Secrétariat général du parti. L'année suivante, il s'éloigne du parti et commence à collaborer au journal Diario de Noticias (Rio de Janeiro) (pt). En tant que critique littéraire, il se spécialise dans les œuvres de Joaquim Maria Machado de Assis et d'Afonso Henriques de Lima Barreto.
En 1945, il retourne au Parti communiste brésilien, collaborant notamment avec la presse du parti. Cependant, en raison de la scission du parti en 1947, il finit par s'en éloigner à nouveau. Après la mise en place du gouvernement militaire, en octobre 1964, il est détenu pendant trois mois, dans un état de santé précaire. Souffrant de problèmes cardiaques aggravés en prison, il décède le 20 novembre 1965 à Rio de Janeiro. Il est enterré dans la ville de Niterói.
En 2000, le Parti populaire socialiste, héritier du PCB, créé la Fondation Astrojildo Pereira, dans le but de préserver la mémoire du fondateur du Parti communiste et des militants communistes brésiliens.